# Inga Likšaitė
Inga Likšaitė (* 26. Juni 1972 in Kaunas) ist eine litauische Textilkünstlerin. Bekannt auch für ihre Arbeitstechnik – digitale Fotografien werden mit einer handgetriebenen Nähmaschine auf den Stoff übertragen.

## Ausstellungen

### Soloausstellungen
- 2006 „The show“, ARTima Galerie, Vilnius, Litauen
- 2006 „White&Blue Lines“, Künstlerverband Galerie, Tallinn, Estland
- 2004 „2 Dots per Line“, „Filesharing“, Berlin, Deutschland
- 2003 „Contemporary textiles“, Kreismuseum Jurbarkas, Litauen
- 2003 „Textiles“, Galerie der Ūkio bankas, Kaunas, Litauen
- 2003 „2 LinesPer“, M.K.Čiurlionis Kunstausstellung, Kaunas

### Gruppenausstellungen
- 2006 „Needles And Pins“, Tervishoimuuseum, Tallinn, Estland
- 2006 „Trasa“, II Litauische Textilkunst Biennale, „Arka“ Galerie, Vilnius, Litauen
- 2006 Black light exhibition, Kaunas Tower, Litauen
- 2006 „Kersvers“, Amsterdam, Niederlande
- 2005 „Lithuanian textile“, Dominic Rostmonowsky Galerie, Kraków, Polen
- 2005 „Textilkunst aus Litauen“, Galerie in Körnerpark, Berlin, Deutschland
- 2005 Textile 05, Kaunas Art Biennial, Kaunas, Litauen
- 2005 Fancywork: Litauen – Finland, Graphic gallery, Kaunas, Litauen
- 2005 1. Litauische Quadriennale für Moderne Kunst, Galerie Arka, Vilnius, Litauen
- 2005 „Blacklight Galerie“, Bahnhof Potsdamer Platz, Berlin, Deutschland
- 2004 „Trame D’Autore“, 4^ Internationale Fiber Art Biennale, Chieri, Italien
- 2004 „Tradition and Innovation“, international Textilkunst Biennale, Riga, Lettland
- 2003 „Right and Wrong Sides“, 4th Internationale Textilkunst Ausstellung, Kaunas, Litauen
- 2003 Embroidery exhibition, Fiberartist’s Guild Galerie, Kaunas, Litauen
- 2002 „Things to touch“, J.Monkute-Marks Museum, Kedainiai, Litauen
- 2001 „Tradition and Innovation“, fiber art symposium in Zvartava, Lettland
- 2001 „Soft World“, 3rd Internationale Textilkunst Ausstellung, Kaunas, Litauen
- 2001 „Flammable“, graphic workshop, Pedvale, Lettland
- 2001 2nd Goffer Cardboard Symposium „Ori gami - 2“, Vilnius, Litauen

## Publikationen
- “Into the nature”, Die Gestalten Verlag, Berlin 2006 ISBN 3-89955-099-4
- “Designed to help”, Die Gestalten Verlag, Berlin 2005 ISBN 3-89955-077-3
- “Wonderland”, Die Gestalten Verlag, Berlin 2004 ISBN 3-89955-067-6